# Ribière (Sioulet)
Die Ribière ist ein kleiner Fluss im Zentralmassiv von Frankreich, der im Département Puy-de-Dôme der Region Auvergne-Rhône-Alpes westlich der Stadt Clermont-Ferrand verläuft.

## Geografie

### Verlauf
Die Ribière entspringt unter dem Namen Ruisseau des Nautes im nordwestlichen Gemeindegebiet von Giat, verläuft generell Richtung Westsüdwest und mündet nach rund 17 Kilometern im Gemeindegebiet  von Saint-Étienne-des-Champs als linker Nebenfluss in den Sioulet.

### Orte am Fluss
(Reihenfolge in Fließrichtung)
- La Brugère, Gemeinde Giat
- Giat
- La Ribière, Gemeinde Giat
- Laveix, Gemeinde Saint-Étienne-des-Champs
- La Chaumette, Gemeinde Voingt
- Chez Faye, Gemeinde Saint-Étienne-des-Champs
- Rouelle, Gemeinde Saint-Étienne-des-Champs
- Lachamps, Gemeinde Saint-Étienne-des-Champs

## Sehenswürdigkeiten
An der Flussmündung befindet sich der Dolmen de Pierre-Fade aus der Jungsteinzeit – Monument historique